# Recinte de culte del Fòrum Provincial de Tàrraco

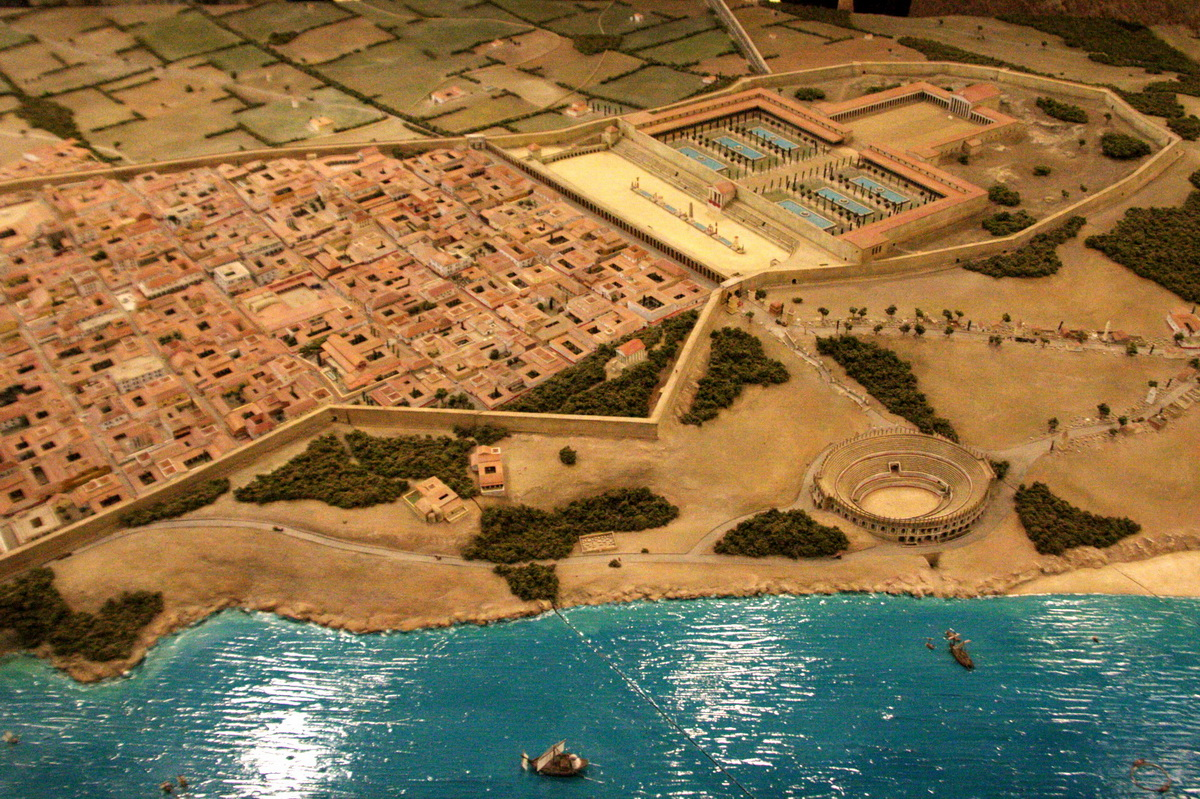
A la dreta de la imatge es pot veure el recinte de culte que presidia el Fòrum Provincial

El recinte de culte del Fòrum Provincial de Tàrraco era la plaça que presidia el Fòrum Provincial de Tàrraco. L'espai estava distribuït en tres terrasses, aprofitant el desnivell natural. Als dos nivells superiors és on estava ubicat el Fòrum Provincial. A la terrassa superior es va situar el recinte de culte imperial i a l'intermedi, la plaça de representació (era l'edifici des d'on es gestionava tota la província, amb diversos espais importants). A la tercera terrassa o nivell és on es va construir el circ uns anys més tard.

## Descripció
El Fòrum Provincial s'ubicava a la part alta de l'actual ciutat de Tarragona. La designació de Tàrraco com a capital de la província d'Hispània Citerior durant la segona meitat del segle i dC comportà un programa de monumentalització de la ciutat, d'acord amb la seva representativitat. La part alta fou objecte d'un llarg procés que desembocà en la conformació d'un conjunt de tres terrasses esglaonades, dins de les muralles, amb una funció ben definida.
A la primera i més alta de les terrasses de Tàrraco s'ubica el recinte de culte imperial, aproximadament on hi ha l'actual catedral. Estava envoltat per un pòrtic, del qual encara en queden restes al claustre de la catedral. L'espai era de grans dimensions i es va haver d'adaptar a topografia del terreny respectant, a més, les muralles que envoltaven el recinte.
Al centre de la plaça hi havia un temple romà dedicat a l'emperador August. Es tractava d'un temple octàstil (amb un frontal de 8 columnes) de què es creu que l'amplada coincidia amb la de l'actual nau central i part de les laterals de la catedral de Tarragona. Va ser construït aproximadament al segle i dC. Es considera un joia arquitectònica romana.

## Història
L'historiador Tàcit esmenta que, l'any 15 dC, una representació de tarraconenses van demanar a l'emperador Tiberi autorització per aixecar un temple de culte al seu antecessor August. L'emperador August havia mort un any abans i va ser qui va atorgar a Tàrraco la capitalitat de la província Hispania Tarraconensis, la més gran de l'antic imperi, i qui va instaurar la teocràcia com a nou règim polític. L'emperador va romandre dos cops a la ciutat i hi va promoure importants reformes urbanes.
Els arqueòlegs indiquen que el temple de Tarragona podia haver estat el primer que se li dedicà fora de Roma, com ho indiquen les fonts clàssiques: «In omnes provincias exemplum».
La investigació arqueològica actual coincideix a creure que sota la catedral medieval es troba el temple romà. L'any 2007, després d'un acord entre l'arquebisbat de Tarragona i l'Institut Català d'Arqueologia Clàssica, es va excavar per primera vegada i en condicions al nord del claustre, sota les cases dels canonges. Les excavacions van localitzar el mur del recinte religiós, i bases de columnes i pilastres, capitells i inscripcions. La zona de culte té uns quaranta-cinc metres.
Durant el 2010, es va dur a terme una segona excavació, on es van trobar caixes sepulcrals d'arquebisbes tarragonins del segle xvii i xix.

## Estàtua d'August
A través de la troballa d'un fragment d'un dit del peu de grans dimensions es va arribar a la conclusió que en el seu moment hi va haver una estàtua colossal de l'emperador August. Gràcies a aquest descobriment se'n va poder fer una reconstrucció hipotètica tal com es pot apreciar a la imatge del costat.
Es creu que podria haver estat ubicada presidint el recinte de culte del Fòrum Provincial de Tàrraco. Així també, es creu que hi havia una «plaça de les estàtues», ja que també s'han trobat més restes de pedestals i d'altres estàtues (tant d'August com d'altres personatges importants de l'època).